# Вільям Томас Бланфорд
Вільям Томас Бланфорд (англ. William Thomas Blanford; 7 жовтня 1832 — 23 червня 1905) — англійський геолог і натураліст.

## Біографія
Вільям Томас Бланфорд здобув освіту в приватних школах у Брайтоні та Парижі. Після цього вирушив до Італії, де протягом двох років працював у торговому домі. Повернувся до Великої Британії в 1851 році й приєднався до Королівської гірської школи. Потім він провів десять років у гірському училище в Фрайберг (Саксонія). У кінці 1854 він і його брат отримали позиції в Геологічній службі Індії. Він залишався там 27 років аж до своєї відставки в 1882 році. Крім геології, зоологія також була його полем зайнятості, особливо дослідження наземних молюсків і хребетних.

## Почесні звання
За внесок у геологію, Бланфорд отримав у 1883 в Медаль Волластона від Лондонського геологічного товариства і за його роботи в сферах зоології та геології Індії йому вручена Королівська медаль в 1901 році. Він був обраний до Королівського товариства в 1874 році і став президентом Лондонського геологічного товариства в 1888 році.

## Описані таксони

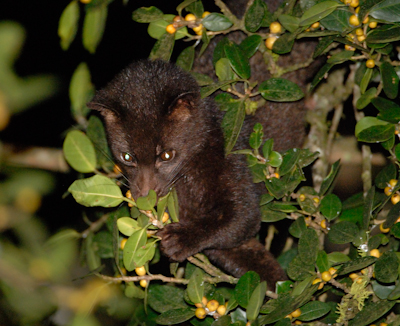
Paradoxurus jerdoni
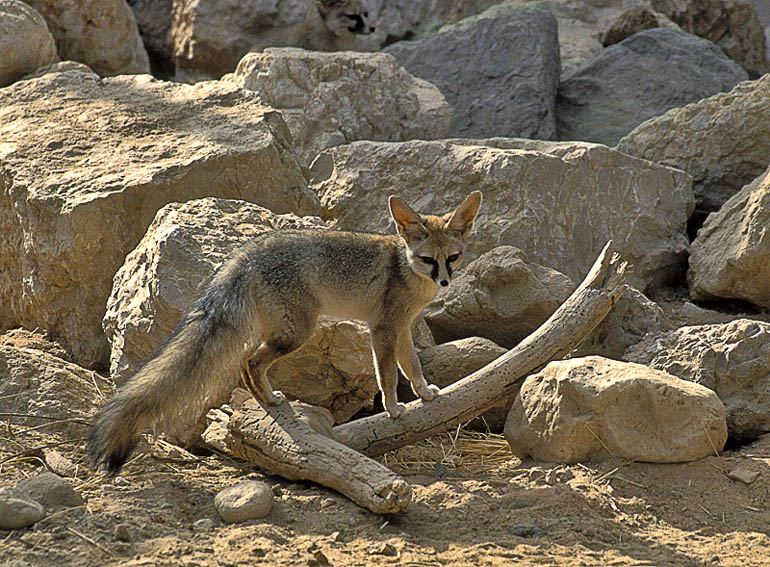
Vulpes cana
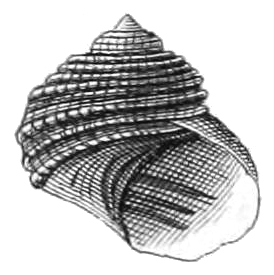
Cremnoconchus syhadrensis
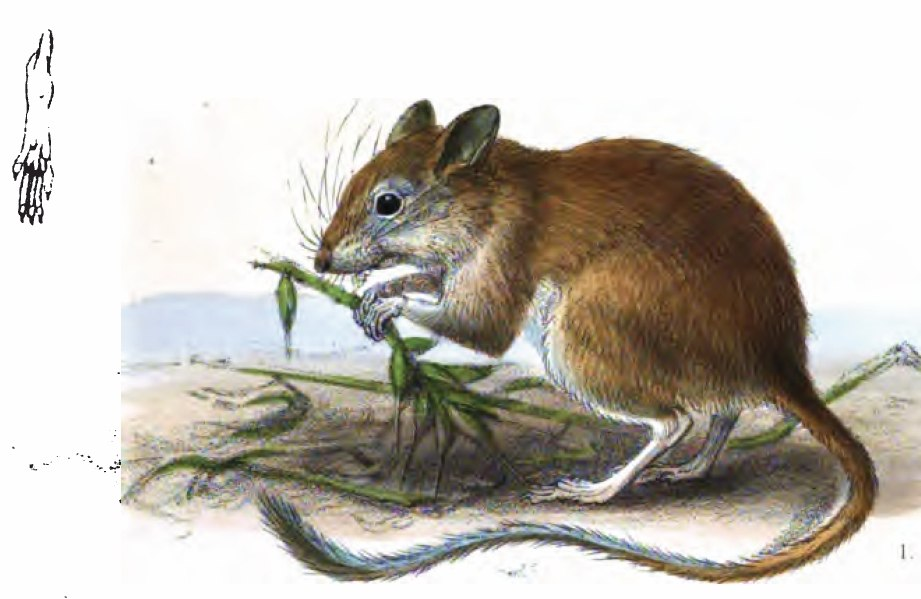
Gerbillus nanus
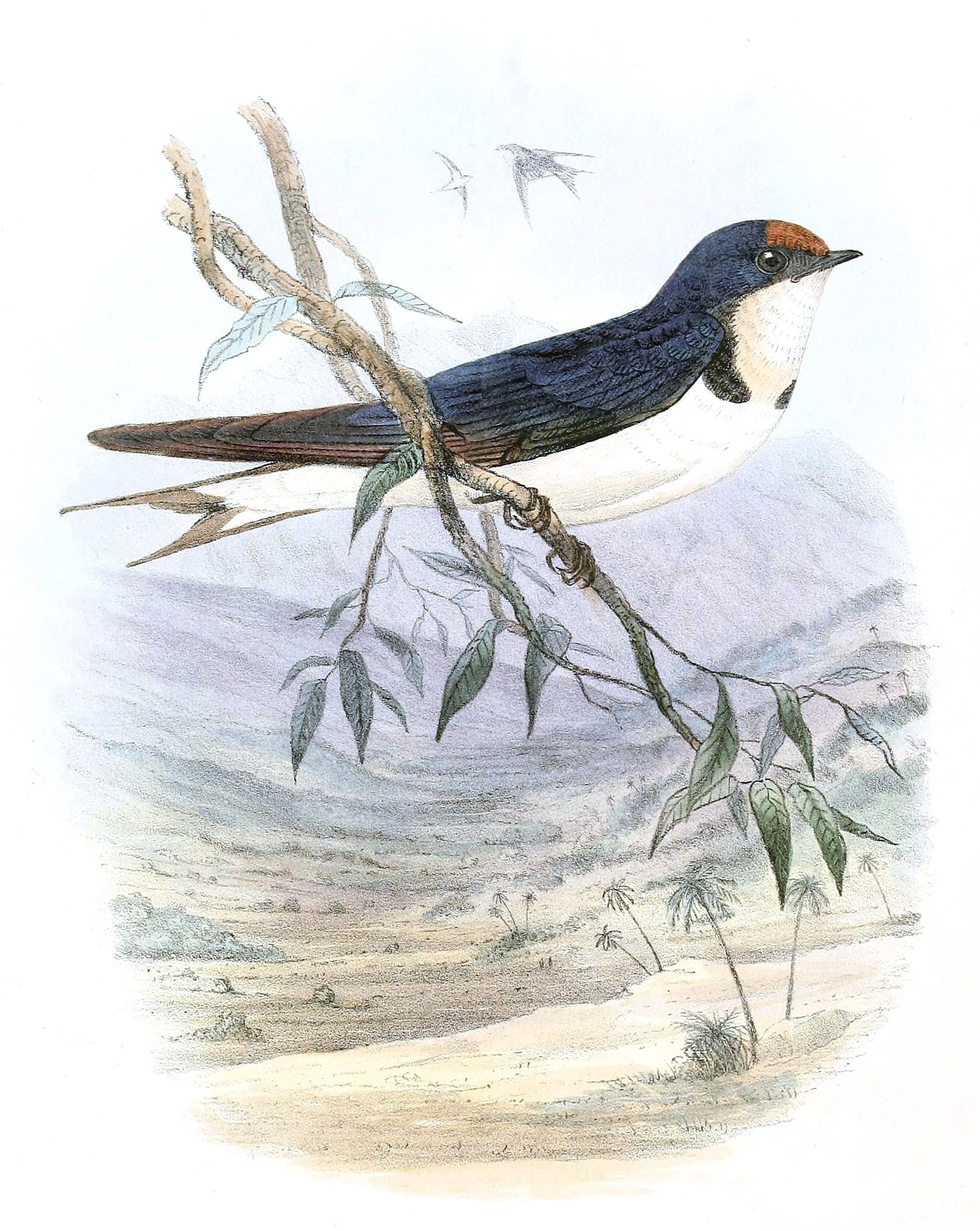
Hirundo aethiopica
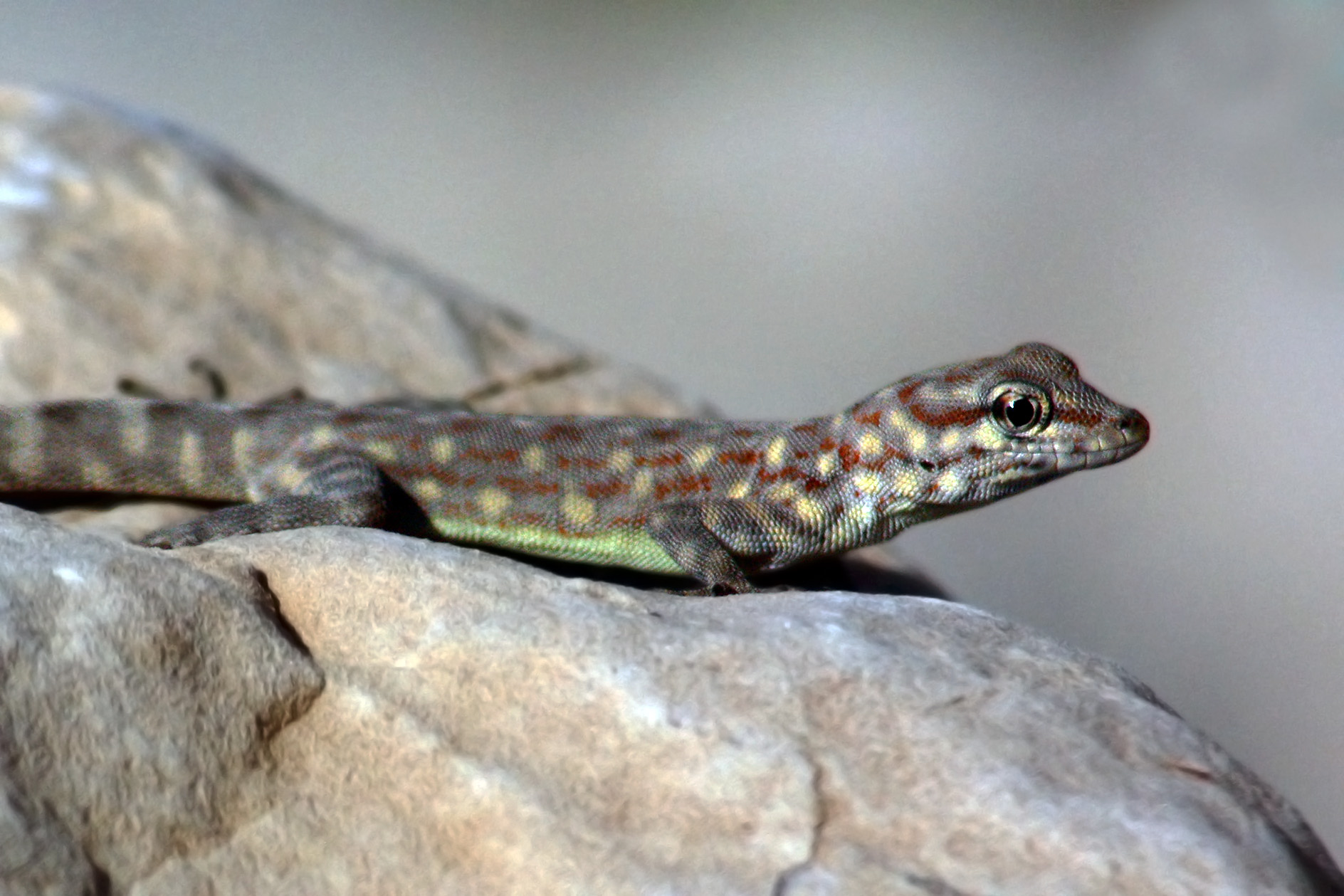
Pristurus rupestris
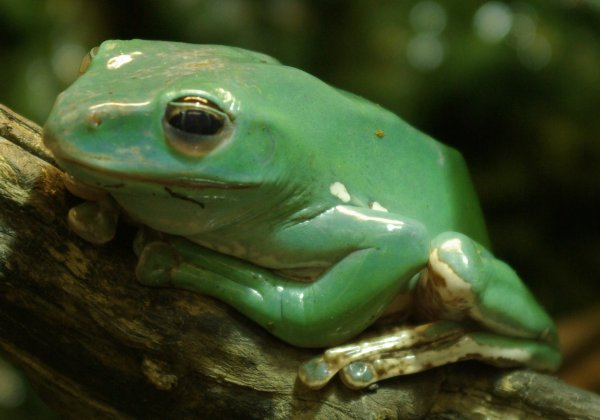
Летюча жаба китайська
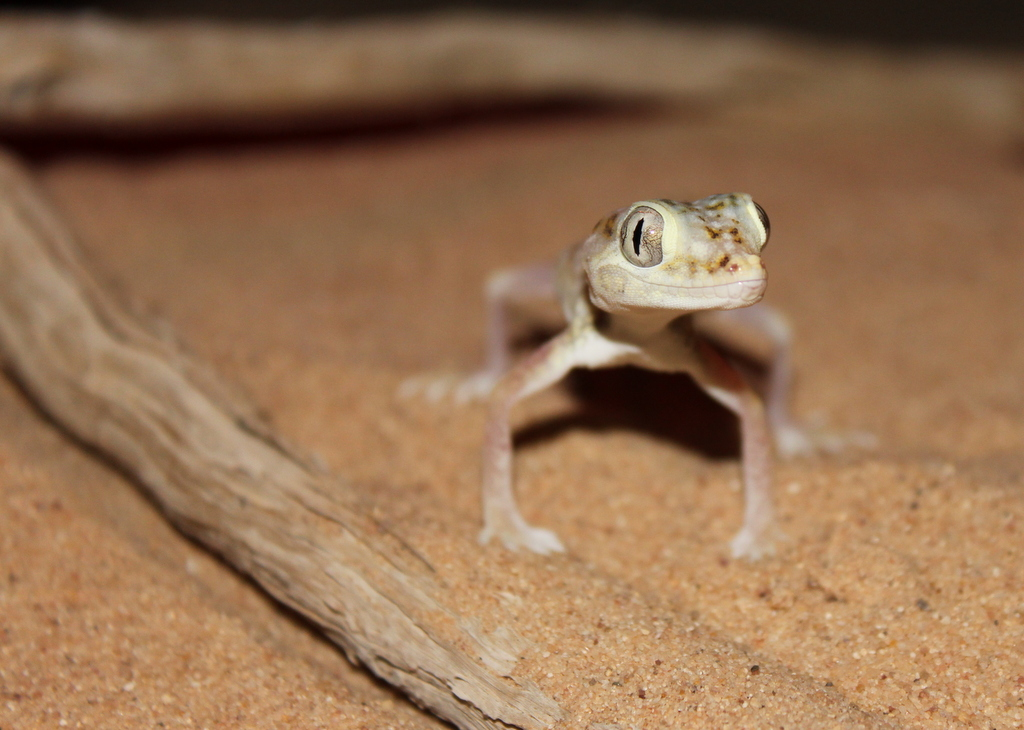
Stenodactylus doriae
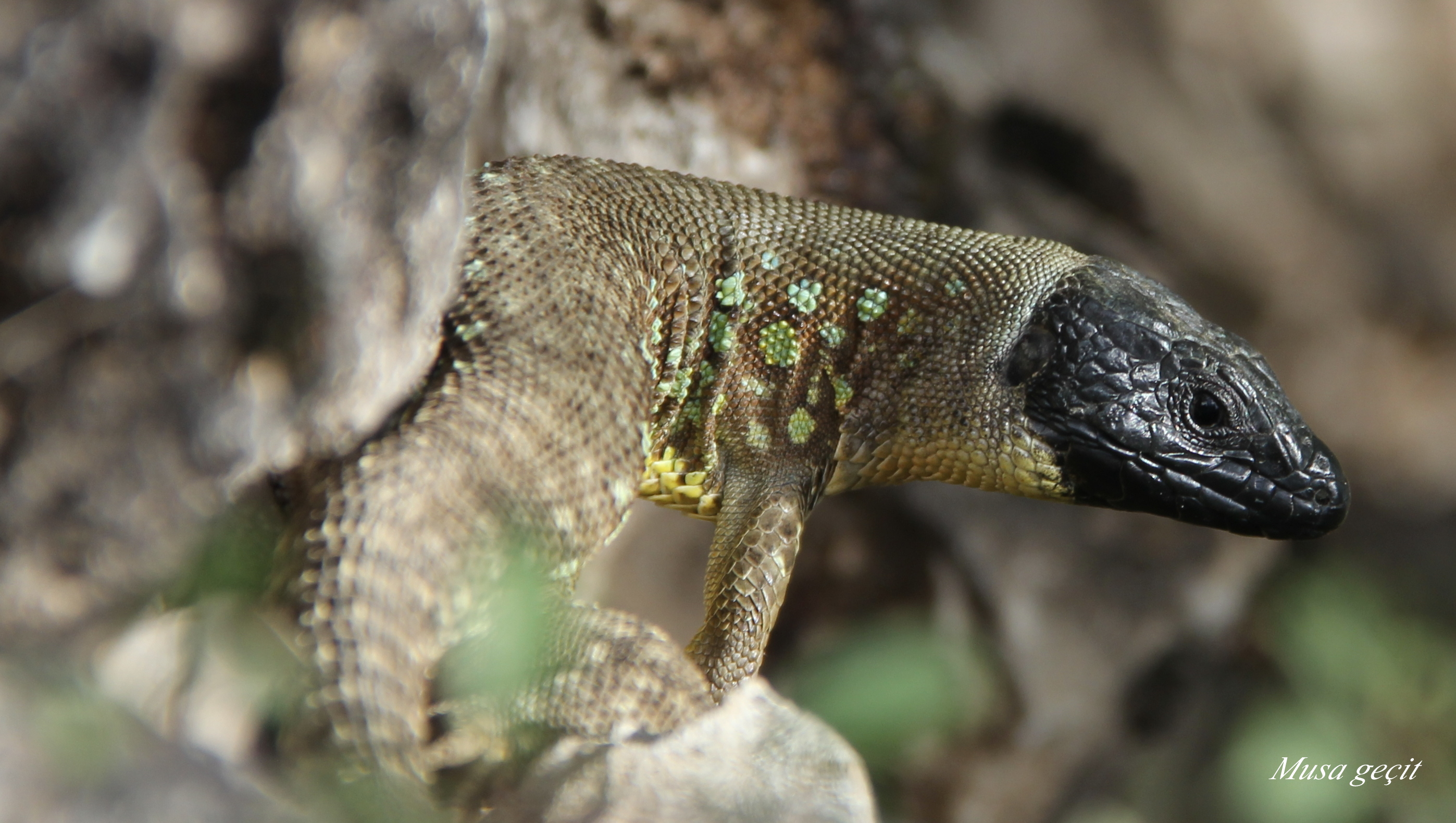
Timon princeps

## Таксони, названі на честь ученого
- Blanfordia (A. Adams, 1863)
- Calandrella blanfordi (Shelley, 1902)
- Draco blanfordii (Boulenger, 1885)
- Acanthodactylus blanfordii (Boulenger, 1918)
- Psammophilus blanfordanus (Stoliczka, 1871)
- Leptotyphlops blanfordii (Boulenger, 1890)